# Louis Paul Dessar
Louis Paul Dessar, né le 22 janvier 1867 à Indianapolis dans l'état de l'Indiana et décédé le 14 février 1952 à Preston dans l'état du Connecticut, est un peintre portraitiste et paysagiste américain, membre de la colonie d'artistes de Old Lyme dans le Connecticut.

## Biographie
Louis Paul Dessar naît à Indianapolis dans l'état de l'Indiana en 1867. Enfant, il s'installe avec sa famille à New York ou il étudie à la City College of New York de 1881 à 1883 puis à l'académie américaine des beaux-arts jusqu'en 1886 sous la direction du peintre Lemuel Wilmarth (en) et du sculpteur John Quincy Adams Ward. Il part ensuite pour la France ou il fréquente l'académie Julian sous la direction des peintres William Bouguereau et Tony Robert-Fleury pendant trois années, avant de suivre les cours des Beaux-Arts de Paris en 1889 et 1890.
Il profite de son séjour en France pour visiter le pays et l'Europe. Entre 1887 et 1891, durant l'été, il séjourne à Londres et sur l'île de Jersey en Angleterre, visite les villes de Madrid et Tolède en Espagne et parcourt la France, de la Bretagne à la forêt de Fontainebleau en passant par Étaples, ou il séjourne dans la colonie d'artistes de la ville.
Il rentre brièvement à New York en 1891 pour se marier avec Elizabeth Coombe et revient en France la même année. Il expose ses toiles au salon de peinture et de sculpture à Paris et obtient une médaille de 3e classe au Salon des artistes français. Il s'installe à Giverny avant de se faire construire une maison à Étaples en 1892. Il vit alors entre la France et les États-Unis, ou il réalise durant l'hiver des portraits des gens de la haute société de New York. Il participe à l'exposition universelle de 1893 à Chicago.
En 1900, sur les conseils de son ami le peintre Henry Ward Ranger, il achète une ferme à côté de la ville d'Old Lyme dans le Connecticut. Il rejoint la colonie d'artistes de la ville et s'y installe définitivement en 1902, partageant son temps entre le Connecticut et la ville de New York. Influencé par l'école de Barbizon, il réalise des peintures représentant les paysages ruraux et les agriculteurs au travail de cette région.
Il meurt à Preston dans l'état du Connecticut en 1952.

## Œuvres
Ces œuvres sont notamment visibles ou conservées au Smithsonian American Art Museum de Washington, au Metropolitan Museum of Art, au Brooklyn Museum et à l'académie américaine des beaux-arts de New York, à l'Hudson River Museum (en) de Yonkers, au Florence Griswold Museum à Old Lyme, au New Britain Museum of American Art de New Britain, à la Yale University Art Gallery de New Haven, au Washington County Museum of Fine Arts d'Hagerstown, au Montclair Art Museum (en) de Montclair, au musée d'Art de Dallas, au parthénon de Nashville, au Saginaw Art Museum de Saginaw, au University of Michigan Museum of Art (en) d'Ann Arbor, à l'Brigham Young University Museum of Art (en) de Provo, au musée d'Art de Saint-Louis et au musée franco-américain du château de Blérancourt.

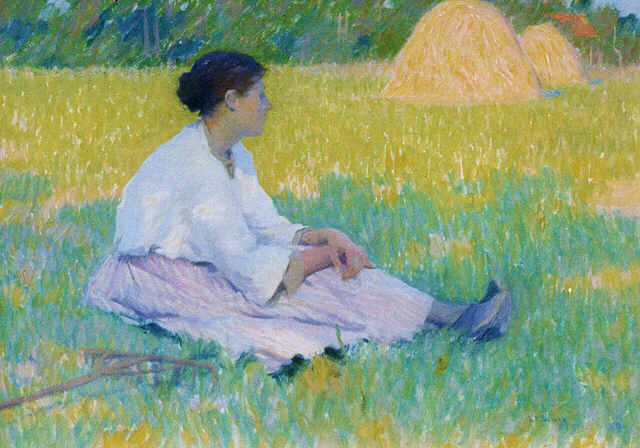
Summer Sunlight, 1894
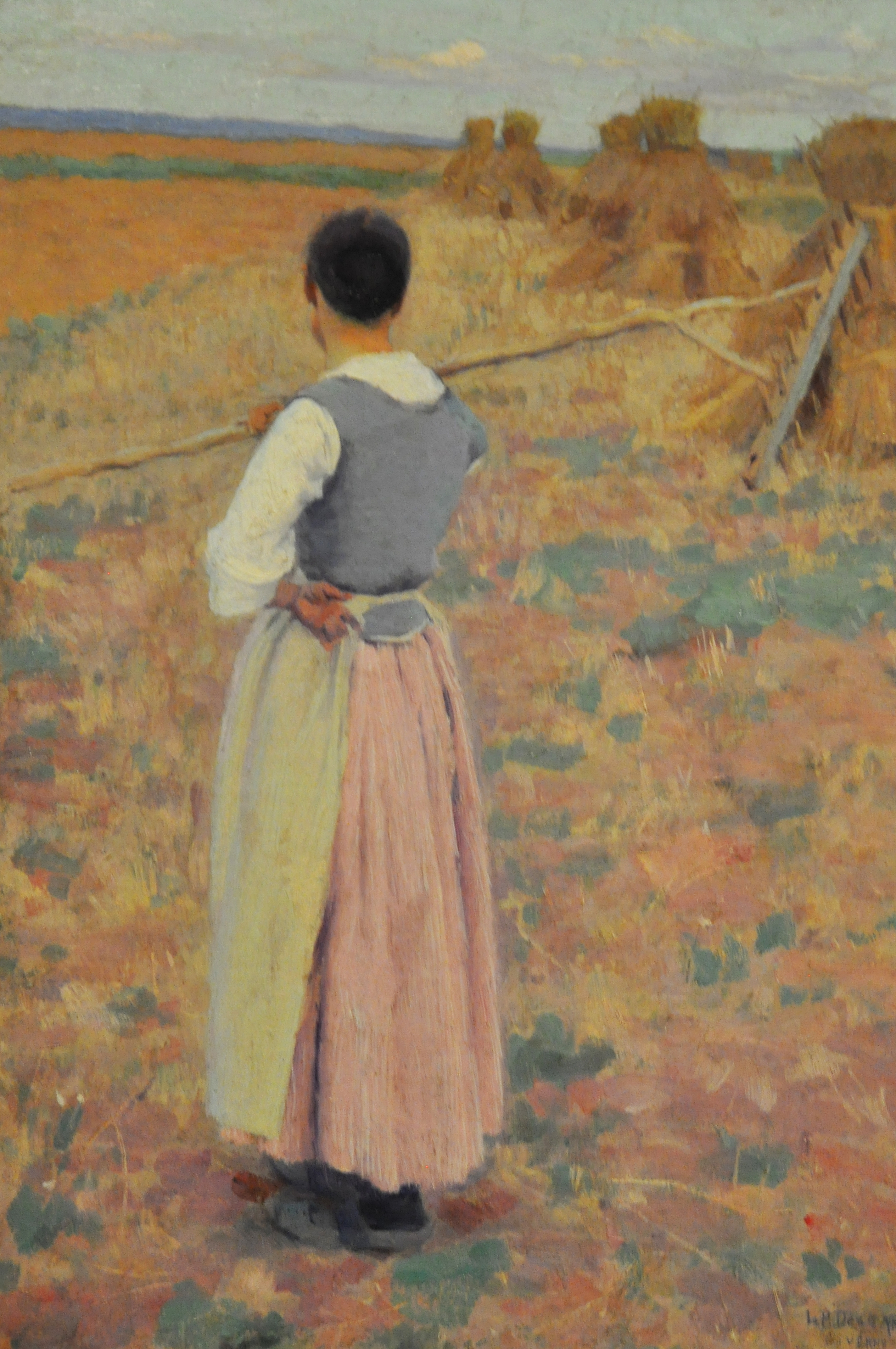
Paysanne et meules, Giverny, 1892